# Caciocavallo di Agnone
Il caciocavallo di Agnone è un formaggio prodotto con latte vaccino.
Come produzione tipica molisana ed abruzzese è stata ufficialmente riconosciuta e inserita nella lista dei prodotti agroalimentari tradizionali italiani (P.A.T) del Ministero delle politiche agricole alimentari e forestali.
Il caciocavallo di Agnone è inserito nell'arca del Gusto di Slow Food.

## Storia
Le origini del caciocavallo di Agnone sono antiche. La sua presenza è testimoniata fin dai tempi della Magna Grecia ed era legata alla transumanza.

## Caratteristiche
Fisicamente si presenta con una grossa forma a pera, di altezza variabile fra i 18 e i 22 cm, mentre il suo peso varia da 1,5 a circa 3 kg. La crosta è invece sottile e dura di colore nocciola. La crosta può essere ricoperta di muffe in caso di prolungata stagionatura. All'interno la pasta è compatta con varie fessurazioni che rilasciano liquido. Il profumo è intenso mentre il sapore è dolce e pastoso se fresco e piccante a maturazione avanzata.

## Produzione

### Allevamento
In passato il caciocavallo di Agnone veniva prodotto con il latte delle razze bovine autoctone. Oggi si utilizza latte delle razze Bruna Italiana, Frisona Italiana, Pezzata Rossa, Podolica. Il pascolo è libero ed estensivo nei prati montani può esservi aggiunta di mangimi. Questo caciocavallo è prodotto tutto l'anno in tutta la regione del Molise e dell'Abruzzo, ma in particolare nel comune di Agnone

### Caseificazione
Il latte viene portato a circa 37 °C e si aggiunge il caglio in pasta. Dopo circa 45 minuti la massa si coagula e successivamente la cagliata viene rotta minutamente. Si procede quindi con la prima operazione di filtraggio del siero.
A questo punto si lascia riposare la massa caseosa per poi romperla di nuovo e lasciarla maturare sotto il siero caldo per diverse ore a 50 °C. La pasta viene filtrata una seconda volta facendola grondare. Una volta spurgato il siero la massa viene tagliata a fette, filata in acqua a circa 80 °C e suddivisa in grossi pezzi a forma di pera.

### Salatura e stagionatura
La salatura avviene in salamoia per circa 12 o 20 ore. Si lascia asciugare e maturare le forme per circa 20 giorni in ambiente fresco ed aerato. Le forme vengono appese legate a coppie ad asciugare.
La stagionatura varia dai 3 mesi fino 2 due anni riponendo le forme in un ambiente a temperatura costante e aerato.

### Materiali e attrezzature
Per la produzione si usano la caldaia in rame stagnato, il mastello di legno e un tavolo in legno o in acciaio, così come le pertiche.